# Soju

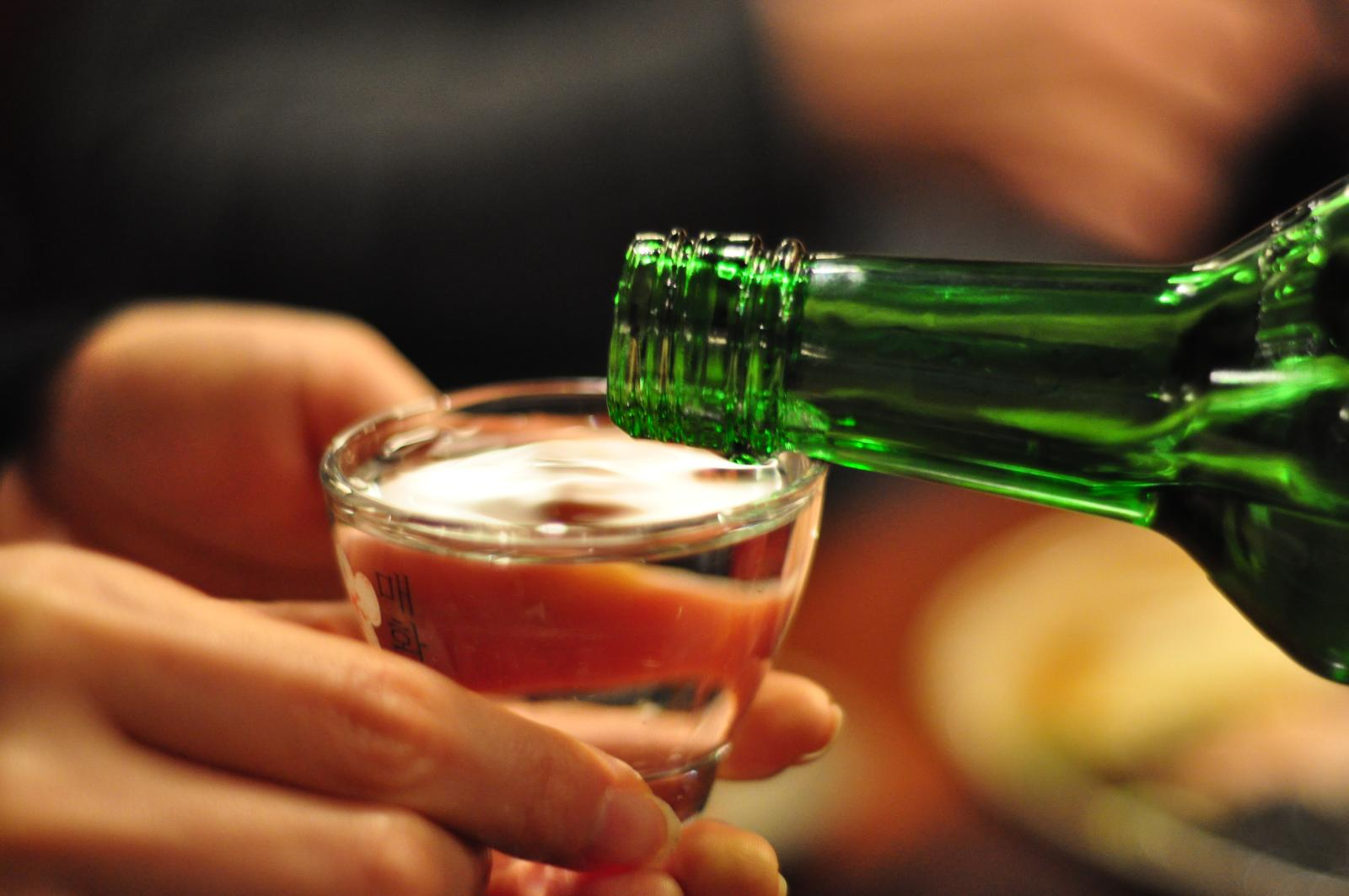
Soju sendo colocado em um copo

Soju (hangul: 소주; hanja: 燒酒; rr: soju) é uma bebida destilada transparente de origem coreana. Geralmente é consumido puro, e seu teor alcoólico varia de cerca de 16,8% a 53%. A maioria dos fabricantes da bebida está na Coreia do Sul. Enquanto tradicionalmente a bebida é feita de arroz, trigo ou cevada, produtores modernos geralmente substituem o arroz por outros ingredientes, como batata e batata-doce.

## História

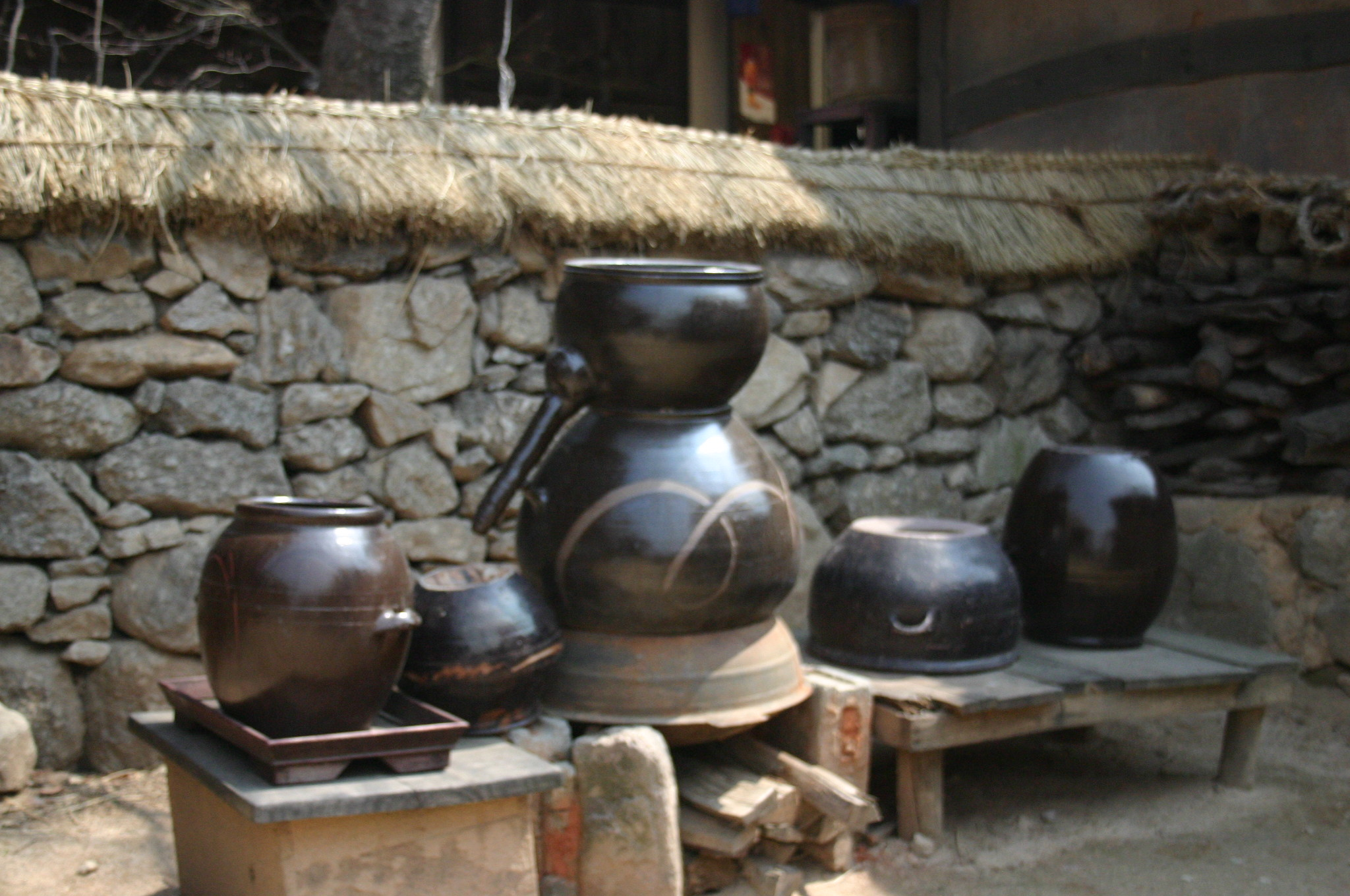
Utensílios (sojugori, 소주 고리) no centro, e um hangari (항아리) de formato diferente para fazer soju tradicional.

O soju tem origem no século XIII (dinastia Goryeo), nas invasões mongóis na Coreia (1231–1259), com a técnica de destilar arak que os mongóis Yuan adquiriram com os persas.
O processo de fabricação foi transmitido para os habitantes locais e mais tarde foram construídas destilarias (alambiques) em torno da cidade de Kaesong.
Em 1965 o governo coreano proibiu a destilação tradicional do soju, por sofrer com a escassez de arroz. Para contornar esse problema os fabricantes começaram a utilizar outros grãos como matéria prima, entre eles a batata doce, trigo e cevada.
Após a proibição ter sido suspensa em 1999, muitos voltaram a destilação tradicional, entre eles está um dos mais famosos e tradicionais fabricantes, Andong Soju, com teor alcoólico de 45%.

## Consumo

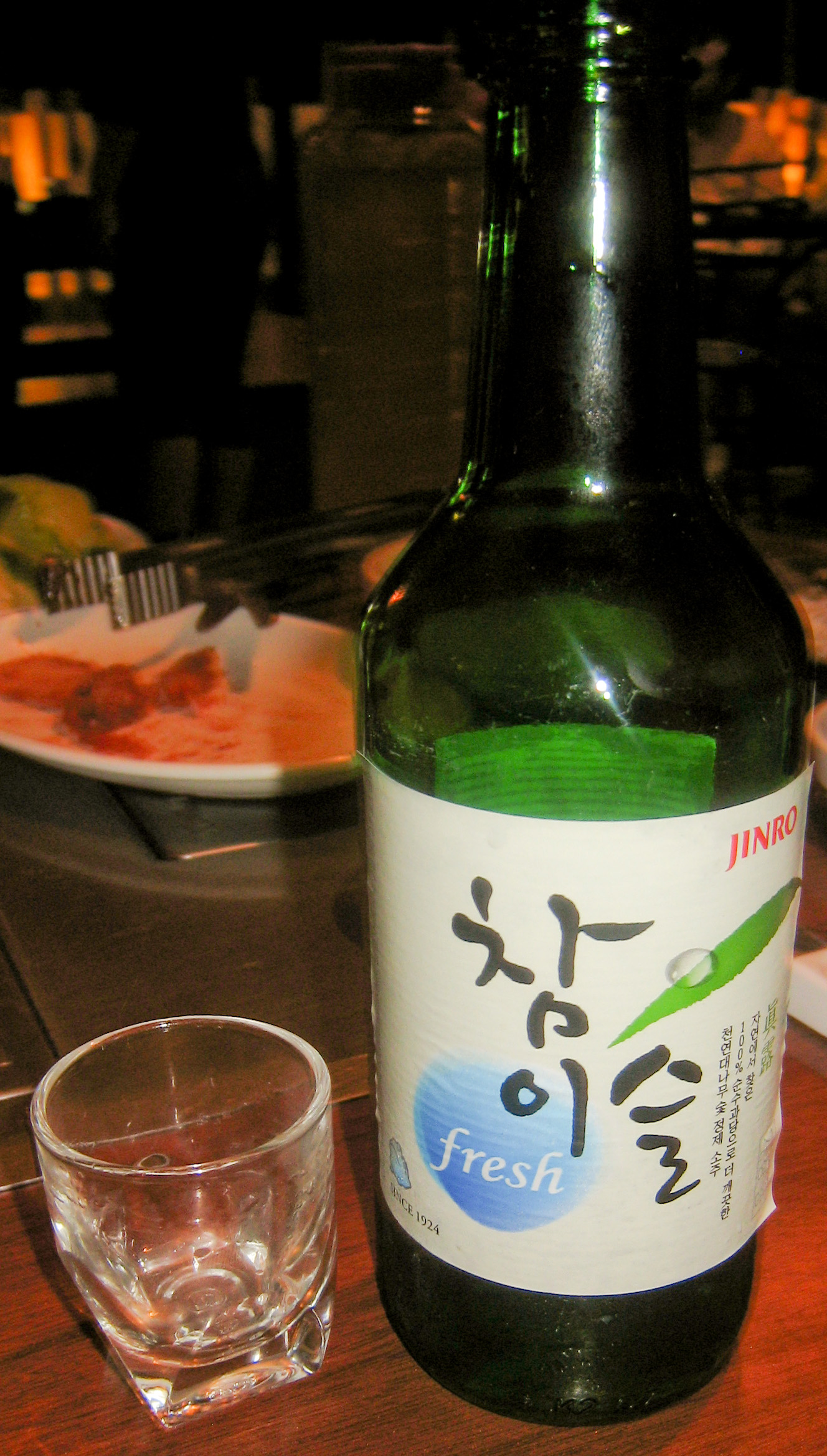
Uma garrafa de soju Chamisul

Embora a cerveja, o uísque e o vinho tenham ganhado popularidade nos últimos anos, o soju continua sendo uma das bebidas alcoólicas mais populares na Coreia por causa de sua pronta disponibilidade e preço relativamente baixo. Mais de 3 bilhões de garrafas foram consumidas na Coreia do Sul em 2004. Em 2006, estimou-se que o coreano adulto médio (mais de 20 anos) consumiu 90 garrafas de soju durante esse ano. Em 2014, foi noticiado que os sul-coreanos consumiram em média 13.7 doses por semana.